# Яраккасы
Яраккасы́ (чув. Ярак) — деревня в Моргаушском районе Чувашской Республики. Входит в состав Кадикасинского сельского поселения.

## География
Находится в северо-западной части Чувашии, на расстоянии приблизительно 10 км на северо-восток по прямой от районного центра села Моргауши.

## История
Известна с 1858 года, когда здесь было учтено 111 жителей. В 1906 году отмечено 36 дворов и 187 жителей, в 1926 — 40 дворов и 184 жителя, в 1939—170 жителей, в 1979—166. В 2002 году было 44 двора, в 2010 — 45 домохозяйств. В 1931 году был образован колхоз «Победа», в 2010 действовало ОАО "Птицефабрика «Моргаушская».

## Население
Постоянное население составляло 113 человек (чуваши 100 %) в 2002 году, 113 в 2010.